# Tường An
Tường An (tiếng Trung: 翔安区, Hán Việt: Tường An khu) Là một quận của thành phố Hạ Môn (厦门市), tỉnh Phúc Kiến, Cộng hòa Nhân dân Trung Hoa. Quận này có diện tích 352 km2, dân số 250.000 người, mã số bưu chính 361101. Quận lỵ đóng tại trấn Tân Điếm. Quận này nguyên là một phần của quận Đồng An và được tách ra năm 2003. Quận Tường An quản lý 5 trấn.